# Rhipidarctia
Rhipidarctia là một chi bướm đêm trong họ Erebidae.

## Các loài
- Rhipidarctia aurora Kiriakoff, 1957
- Rhipidarctia cinctella (Kiriakoff, 1953)
- Rhipidarctia conradti (Oberthür, 1911)
- Rhipidarctia crameri Kiriakoff, 1961
- Rhipidarctia flaviceps (Hampson, 1898)
- Rhipidarctia forsteri (Kiriakoff, 1953)
- Rhipidarctia invaria (Walker, 1856)
- Rhipidarctia lutea (Holland, 1893)
- Rhipidarctia miniata Kiriakoff, 1957
- Rhipidarctia pareclecta (Holland, 1893)
- Rhipidarctia postrosea (Rothschild, 1913)
- Rhipidarctia rhodosoma Kiriakoff, 1957
- Rhipidarctia rubrovitta (Aurivillius, 1904)
- Rhipidarctia saturata Kiriakoff, 1957
- Rhipidarctia silacea (Plötz, 1880)
- Rhipidarctia subminiata Kiriakoff, 1959
- Rhipidarctia xenops (Kiriakoff, 1957)

## Loài trước đây
- Rhipidarctia syntomia (Plötz, 1880)